# Aeroportul Municipal Richmond
Aeroportul Municipal Richmond (IATA: RID, ICAO: KRID, FAA LID: RID) este un aeroport din Indiana, Statele Unite ale Americii ce deservește zona Richmond. A fost numit după zona deservită.
Situat la o altitudine de 347 m, aeroportul dispune de 2 piste.

## Infrastructură

### Piste
Aeroportul dispune de 2 piste. Pista 06/24 are suprafața de asfalt și dimensiunile 5.502 picioare × 150 picioare. Pista 15/33 are suprafața de asfalt și dimensiunile 4.999 picioare × 100 picioare. 